# Hans-Peter Wiegert

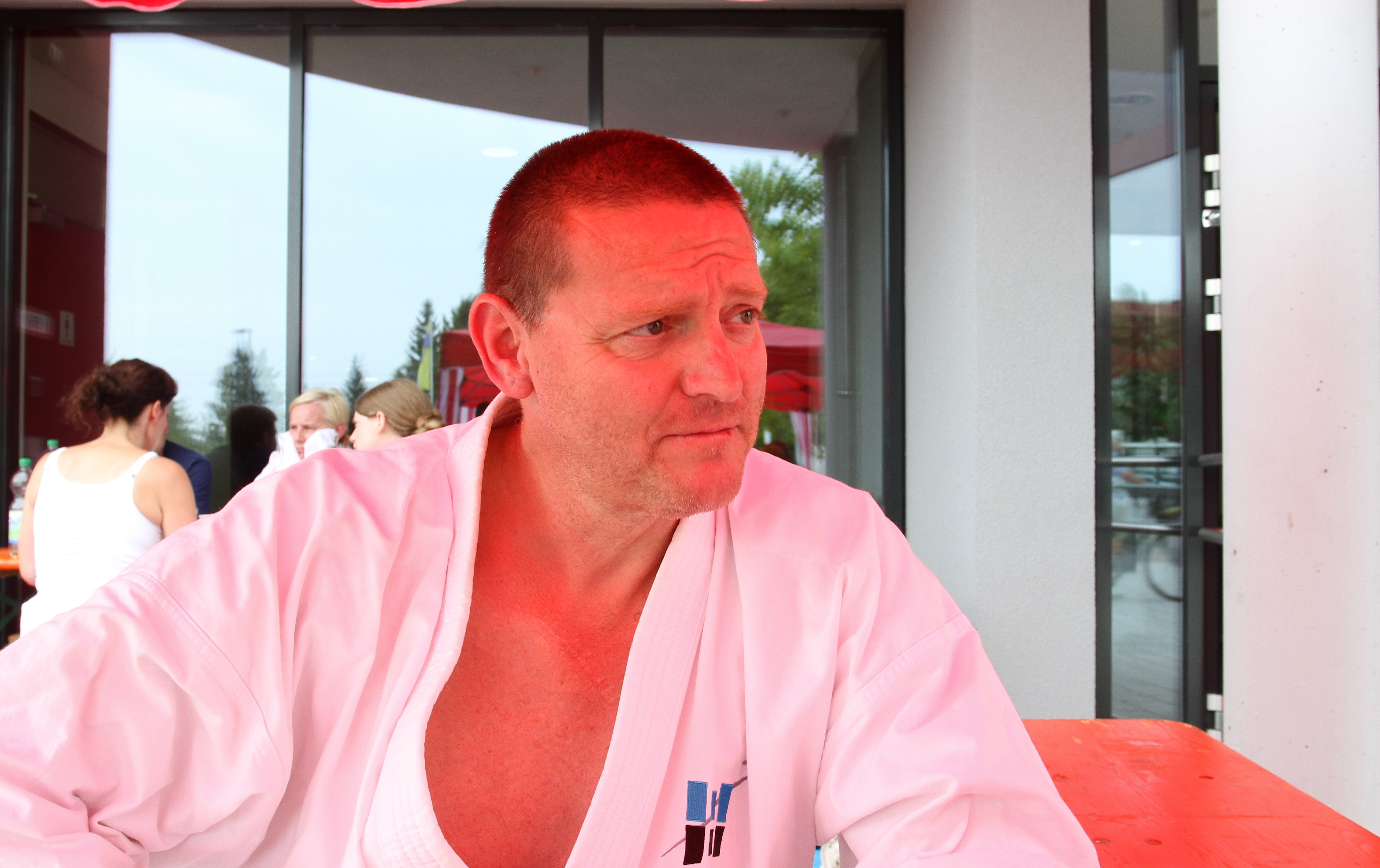
Hans-Peter Wiegert (2014)

Hans-Peter Wiegert  (* 25. März 1962 in Freiburg) ist ein ehemaliger WKA-Karate-Weltmeister und er war von 2009 bis 2011 deutscher Karate-Bundestrainer der WKA im traditionellen Karate. Seit 2021 ist er Karate-Bundestrainer der World Kickboxing and Karate Union (WKA).

## Leben
Hans Peter Wiegert arbeitet als selbständiger Fahrschullehrer, Mediator, Konfliktberater, Kommunikationstrainer und Coach. Er ist seit dem Ende der 1970er Jahre aktiver Karateka. Seit 1995 leitet er seine eigene Karateschule, das Karate-Team Achern und trägt den 8. DAN Shotokan Karate. Nach 15 Jahren Leistungssport und nach mehreren nationalen und internationalen Erfolgen hat er seiner Wettkampfkarriere mit dem Karate-Weltmeistertitel der WKA in Orlando 2008 den größten Erfolg beschert. Im Januar 2009 wurde er vom Präsidenten der WKA, Klaus Nonnemacher, zum Bundestrainer ernannt und trainierte die Karate-Nationalmannschaft der WKA bis zum Frühjahr 2011.
Im Herbst 2010 konnte er sich seinen 2. Weltmeistertitel in Edinburgh/Schottland sichern. Er ist Mitbegründer des Karate Kollegium und seit 2021 Karate-Bundestrainer der WKU.